# پردیس سینمایی صدرا
پردیس سینمایی صدرا یک پردیس سینمایی در شهر شیراز، ایران است.
این سینما که در سال ۱۴۰۳ تأسیس شده دارای ۲ سالن با ظرفیت ۴۹۲ نفر و یک سالن همایش چندمنظوره است.